# اوتلیکوس (دهانه)
اوتلیکوس یک دهانه برخوردی در ماه است.

## دهانه‌های اقماری
این دهانه ۲ دهانه اقماری دارد.
| Autolycus | عرض جغرافیایی | طول جغرافیایی | قطر         |
| --------- | ------------- | ------------- | ----------- |
| A         | ۳۰٫۹° N       | ۲٫۲° E        | ۴٫۰ کیلومتر |
| K         | ۳۱٫۲° N       | ۵٫۴° E        | ۳٫۰ کیلومتر |